# 新华西街道
新华西街道，是中华人民共和国内蒙古自治区乌海市海勃湾区下辖的一个乡镇级行政单位。

## 行政区划
新华西街道下辖以下地区：
新华社区、海达社区、滨水社区和盛世社区。